# Antietam Creek
L'Antietam Creek est un cours d'eau, affluent du Potomac, d'environ 67 kilomètres de longueur. Il est situé dans le centre-sud de la Pennsylvanie et l'ouest du Maryland aux États-Unis, une région connue sous le nom de vallée de Hagerstown (en). Le cours d'eau est devenu célèbre en tant que point focal de la bataille d'Antietam pendant la guerre de Sécession.